# Sena Jurinac
Sena Jurinac (født Srebrenka Jurinac 24. oktober 1921 i Travnik i Bosnien, død 22. november 2011) var en østrigsk sangerinde (sopran og mezzosopran). Hendes mor var fra Wien, hendes far kroat og læge i hæren.
Hun blev uddannet i Zagreb fra september 1939. Hun debuterede ved nationalteatret i denne by i maj 1942 som Mimi i Puccinis opera La Bohème. Af Karl Böhm blev hun engageret til Wiener Staatsoper, hvor hun virkede til 1982. Hendes debut i Wien fandt sted på Wiener Volksoper, og ikke på den udbombede statsopera. Hun blev kammersangerinde i 1951.
Jurinac var berømt for sine bukseroller i Mozarts og Strauss' operaer som Octavian i Rosenkavaleren (Der Rosenkavalier), som hun bl.a. sang ved åbningen af det nye festspilhus i Salzburg med Herbert von Karajan som dirigent. Andre af hendes betydningsfulde roller var Marina i Boris Godunov og titelpartierne i Tosca og Madame Butterfly.
Hun trak sig tilbage fra scenen i november 1982 med en afskedsforestilling som marskalinden i Rosenkavaleren. Hun beskæftigede sig derefter med undervisning.